# Diócesis de Fort Wayne-South Bend
La diócesis de Fort Wayne-South Bend (en latín: Dioecesis Wayne Castrensis-South Bendensis y en inglés: Roman Catholic Diocese of Fort Wayne-South Bend) es una circunscripción eclesiástica de la Iglesia católica en Estados Unidos. Se trata de una diócesis latina, sufragánea de la arquidiócesis de Indianápolis. Desde el 14 de noviembre de 2009 su obispo es Kevin Carl Rhoades.

## Territorio y organización

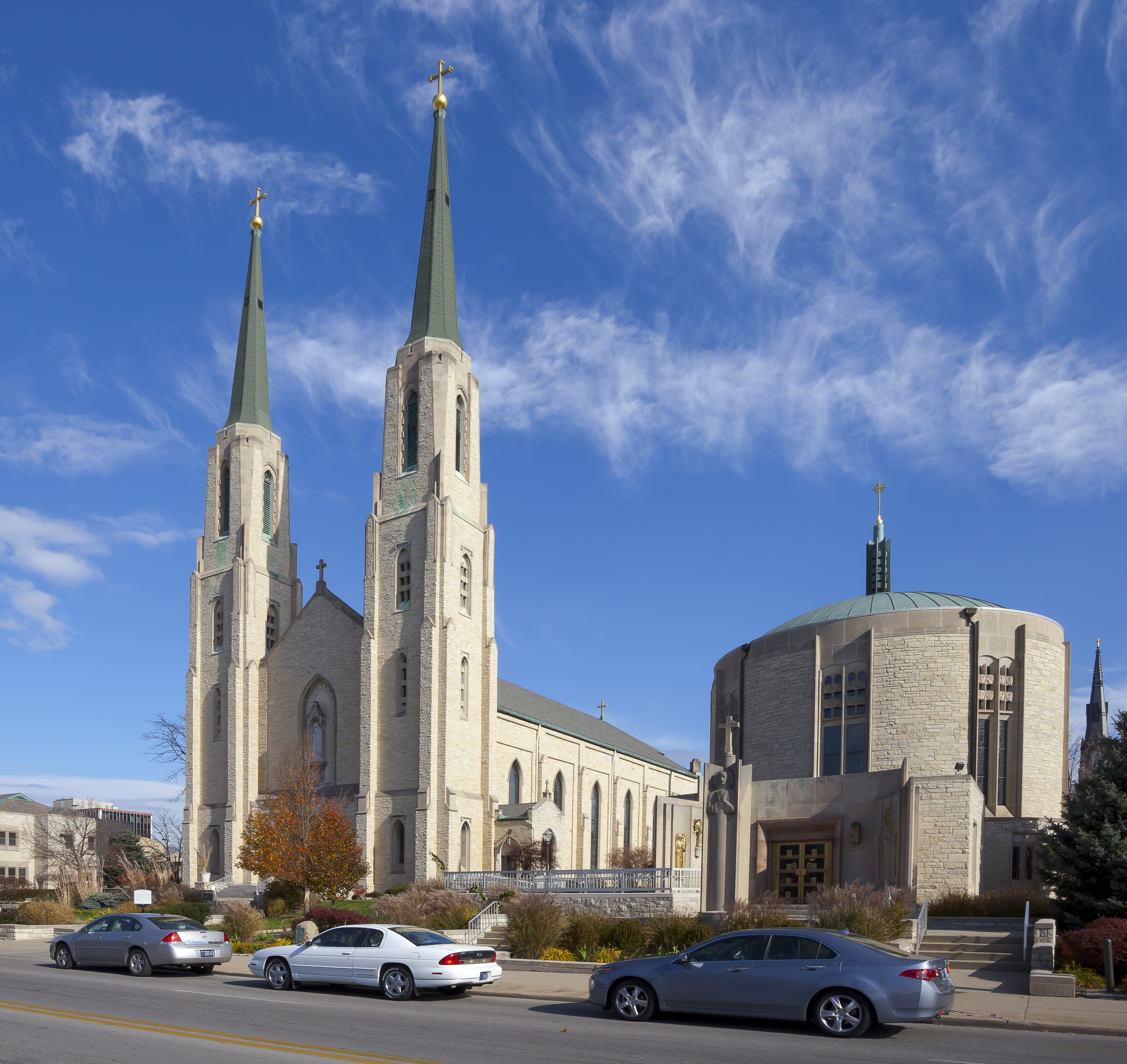
Catedral Católica de la Inmaculada Concepción, Fort Wayne, Indiana, Estados Unidos

La diócesis tiene 15 200 km² y extiende su jurisdicción sobre los fieles católicos de rito latino residentes en 14 condados del estado de Indiana: Adams, Allen, DeKalb, Elkhart, Huntington, Kosciusko, Lagrange, Marshall, Noble, St. Joseph, Steuben, Wabash, Wells y Whitley.
La sede de la diócesis se encuentra en la ciudad de Fort Wayne, en donde se halla la Catedral de la Inmaculada Concepción. En South Bend se halla la Concatedral de San Mateo. En Notre Dame se encuentra la basílica menor del Sagrado Corazón.
En 2021 en la diócesis existían 81 parroquias.

## Historia
La diócesis de Fort Wayne fue erigida el 8 de enero de 1857 con el breve Ex debito pastoralis del papa Pío IX, obteniendo el territorio de la diócesis de Vincennes (hoy arquidiócesis de Indianápolis).
Originalmente sufragánea de la arquidiócesis de Cincinnati, pasó a formar parte de la provincia eclesiástica de la arquidiócesis de Indianápolis el 21 de octubre de 1944.
El 21 de octubre de 1944 cedió una porción de su territorio para la erección de la diócesis de Lafayette en Indiana mediante la bula Ut sedulo studio del papa Pío XII.
El 10 de diciembre de 1956 cedió otra porción de su territorio para la erección de la diócesis de Gary, mediante la bula Postulant quandoque del papa Pío XII.
El 28 de mayo de 1960, como resultado del decreto In dioeceseos Vayne Castrensis de la Congregación Consistorial, la iglesia de San Mateo de South Bend fue elevada a la dignidad de concatedral y la diócesis asumió el nombre de Fort Wayne-South Bend.

## Estadísticas
De acuerdo al Anuario Pontificio 2022 la diócesis tenía a fines de 2021 un total de 162 200 fieles bautizados.
| Año                                                                             | Población            | Población | Población      | Sacerdotes | Sacerdotes    | Sacerdotes    | Bautizados por sacerdote | Diáconos permanentes | Religiosos | Religiosos | Parroquias |
| Año                                                                             | Bautizados católicos | Total     | % de católicos | Total      | Clero secular | Clero regular | Bautizados por sacerdote | Diáconos permanentes | Varones    | Mujeres    | Parroquias |
| ------------------------------------------------------------------------------- | -------------------- | --------- | -------------- | ---------- | ------------- | ------------- | ------------------------ | -------------------- | ---------- | ---------- | ---------- |
| 1950                                                                            | 192 252              | 1 031 496 | 18.6           | 487        | 229           | 258           | 394                      |                      | 89         | 3145       | 152        |
| 1966                                                                            | 150 224              | 892 649   | 16.8           | 486        | 139           | 347           | 309                      |                      | 574        | 1184       | 86         |
| 1970                                                                            | 146 605              | 919 695   | 15.9           | 407        | 119           | 288           | 360                      |                      | 507        | 1020       | 89         |
| 1976                                                                            | 151 087              | 973 764   | 15.5           | 375        | 148           | 227           | 402                      | 16                   | 436        | 922        | 82         |
| 1980                                                                            | 147 438              | 993 000   | 14.8           | 323        | 109           | 214           | 456                      | 16                   | 410        | 887        | 89         |
| 1990                                                                            | 151 427              | 1 086 046 | 13.9           | 277        | 107           | 170           | 546                      | 32                   | 342        | 889        | 90         |
| 1999                                                                            | 156 621              | 1 156 129 | 13.5           | 276        | 101           | 175           | 567                      | 32                   | 105        | 682        | 87         |
| 2000                                                                            | 163.319              | 1 170 337 | 14.0           | ?          | 91            | ?             | ?                        | 24                   | 113        | 656        | 87         |
| 2001                                                                            | 166 108              | 1 170 337 | 14.2           | 259        | 88            | 171           | 641                      | 24                   | 331        | 656        | 87         |
| 2002                                                                            | 165 744              | 1 178 520 | 14.1           | 277        | 110           | 167           | 598                      | 25                   | 321        | 617        | 87         |
| 2003                                                                            | 166 816              | 1 178 520 | 14.2           | 274        | 109           | 165           | 608                      | 22                   | 330        | 622        | 87         |
| 2004                                                                            | 162 043              | 1 217 932 | 13.3           | 270        | 104           | 166           | 600                      | 19                   | 326        | 581        | 84         |
| 2006                                                                            | 159 888              | 1 247 850 | 12.8           | 249        | 101           | 148           | 642                      | 18                   | 289        | 558        | 84         |
| 2013                                                                            | 165 000              | 1 311 000 | 12.6           | 271        | 99            | 172           | 608                      | 20                   | 316        | 455        | 81         |
| 2016                                                                            | 159 825              | 1 265 972 | 12.6           | 292        | 101           | 191           | 547                      | 22                   | 319        | 400        | 81         |
| 2019                                                                            | 161 200              | 1 303 133 | 12.4           | 280        | 107           | 173           | 575                      | 30                   | 270        | 376        | 81         |
| 2021                                                                            | 162 200              | 1 311 570 | 12.4           | 249        | 93            | 165           | 651                      | 30                   | 263        | 322        | 81         |
| Fuente: Catholic-Hierarchy, que a su vez toma los datos del Anuario Pontificio. |                      |           |                |            |               |               |                          |                      |            |            |            |

## Episcopologio
- John Henry Luers † (22 de septiembre de 1857-29 de junio de 1871 falleció)
- Joseph Gregory Dwenger, C.PP.S. † (10 de febrero de 1872-22 de enero de 1893 falleció)
- Joseph (James) Rademacher † (15 de julio de 1893-12 de junio de 1900 falleció)
- Herman Joseph Alerding † (30 de agosto de 1900-6 de diciembre de 1924 falleció)
- John Francis Noll † (12 de mayo de 1924-31 de julio de 1956 falleció)
- Leo Aloysius Pursley † (29 de diciembre de 1956-24 de agosto de 1976 renunció)
- William Edward McManus † (24 de agosto de 1976-18 de febrero de 1985 retirado)
- John Michael D'Arcy † (18 de febrero de 1985-14 de noviembre de 2009 retirado)
- Kevin Carl Rhoades, desde el 14 de noviembre de 2009